# Taça de Portugal de 1993–94
A Taça de Portugal 1993-94 foi 54ª edição da Taça de Portugal, competição sob alçada da Federação Portuguesa de Futebol.
A finalíssima foi realizada a 5 de junho de 1994, no Estádio Nacional do Jamor, entre o Sporting Clube de Portugal e o Futebol Clube do Porto.
O resultado da final foi 1-2 para o Futebol Clube do Porto, no jogo da finalíssima, após o jogo da final ter acabado empatado a 0, sagrando-se campeão da Taça pela décima-segunda vez.

## Oitavos de Final
| Visitado           | Resultado                  | Visitante          |
| Belenenses         | 2 - 1                      | Benfica            |
| Famalicão          | 1 - 3                      | Estrela da Amadora |
| Tirsense           | 0 - 2                      | Trofense           |
| Chaves             | 0 - 1                      | Lourosa            |
| Rio Ave            | 2 - 1                      | Sp. Espinho        |
| Salgueiros         | 1 - 0                      | Porto              |
| Vitória de Setúbal | 1º: 0 - 0 (a.p.) 2º: 1 - 2 | Sporting           |

## Quartos de Final
| Visitado | Resultado | Visitante           |
| Porto    | 6 - 0     | Desportivo das Aves |
| Lourosa  | 2 - 0     | Belenenses          |
| Rio Ave  | 0 - 3     | Estrela da Amadora  |
| Sporting | 3 - 1     | Trofense            |

## Meias-Finais
| Visitado           | Resultado | Visitante |
| Estrela da Amadora | 1 - 2     | Porto     |
| Sporting           | 6 - 0     | Lourosa   |

## Final
|  | Sporting | 0 – 0 | Porto | Estádio Nacional do Jamor, Lisboa Público: Árbitro: |
|  |          |       |       |                                                     |

## Finalíssima
| 5 de Junho de 1994 | Sporting    | 1 – 2 | Porto     | Estádio Nacional do Jamor, Lisboa Público: Árbitro: Fortunato Azevedo |
|                    | · Rui Jorge |       | · Aloísio |                                                                       |

## Campeão
| Taça de Portugal 1993-94 |
| ------------------------ |
| Porto 8º Título          |